# 谢德权
谢德权（953年—1010年），字士衡。福建福州人。
南唐时，因父亲谢文节在北宋攻打南唐时守御鄂州阵亡，得署庄宅副使。入宋后，补殿前承旨，迁殿直、陕西巡检，改右侍禁。北宋咸平二年(999年)，因安抚宜州少数民族起义有功，任广州、韶州、英州、雄州、连州、贺州六州都巡检使，后提点京城仓草场。后迁内殿崇班、提辖三司衙司，提总京城四排岸，领护汴河兼督辇运。后出知泗州，改西染院使。